# Transit Research and Attitude Control
| Organização         | U.S. Navy                    |
| Estado              | Inativo                      |
| Data do lançamento  | 15 de novembro de 1961       |
| Lançado por         | Thor                         |
| Local do lançamento | Cabo Canaveral, EUA          |
| Finalidade          | Engenharia e Física Espacial |
| Massa               | 109.0 kg                     |
| NSSDC ID            | 1961-031B[ligação inativa]   |

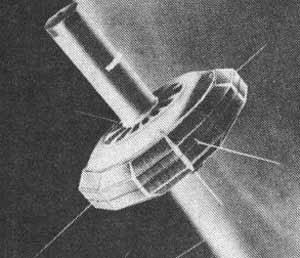
Satélite TRAAC.

O Transit Research and Attitude Control (TRAAC) foi lançado pela Marinha dos Estados Unidos a partir do Cabo Kennedy junto com o satélite Transit 4B em 15 de novembro de 1961. O satélite de 109 kg foi usado para testar a viabilidade de usar a atração gravitacional da Terra para orientar e estabilizar um veículo no espaço. Espera-se que o TRAAC continue em órbita por 800 anos em uma altidude de cerca de 950 km.
O primeiro poema a ser lançado em órbita sobre a Terra foi escrito sobre o painel do instrumentos do TRAAC. Uma parte do poema ntitulado "Space Prober" e escrito pelo Prof. Thomas G. Bergin da Yale University, diz:
And now 'tis man who dares assault the sky...
And as we come to claim our promised place, aim only to repay the good you gave,
And warm with human love the chill of space.